# Anita Dendermonde
Anita Maria Dendermonde (voorheen De Jong) is een personage uit de Nederlandse soapserie Goede tijden, slechte tijden. Ze werd gespeeld door Sabine Koning. Anita maakte haar debuut op 7 februari 1992 en speelde in eerste instantie mee tot 13 februari 2003. Op 24 december 2004 maakte ze een eenmalige comeback in de serie, om op 19 april 2006 alsnog definitief terug te keren, tot nader order. Op 30 januari 2009 overleed Anita aan de gevolgen van nierfalen. Op 27 januari 2014 maakte zij nog eenmalig haar comeback in de serie als geestverschijning.

## Geschiedenis

### 1992-2003

#### Rebelse periode
Begin 1992 komt Anita naar Meerdijk; haar vader Gerard heeft een relatie met Helen Helmink, maar dat ziet zij niet zitten omdat ze bang is dat er door Helens betuttelingen een eind komt aan haar vrije leventje. Anita stuurt een (zogenaamd) dakloos vriendinnetje naar het opvangcentrum waar Helen werkt, en die vermoedt dat er iets niet klopt aan Machteld Steens. Anita stort zich op Tim Waterman die het net heeft uitgemaakt met Dian die dat moeilijk kan verkroppen. Machteld, die door Helen in huis is genomen, gaat zich ermee bemoeien en breekt met een stel handlangers in bij huize Alberts om Dian een lesje te geven. Anita ziet in dat ze fout is geweest en biedt haar excuses aan; binnen de kortste keren wordt ze geaccepteerd door de vriendenclub.

#### De Kelder
Anita is geïnteresseerd in Peter en gaat met hem mee op jacht naar de erfenis van zijn overleden pleegmoeder Gerda. Peter gebruikt het geld om het opvangcentrum voor sloop te behoeden en er een restaurant (De Kelder) van te maken; Anita krijgt er een baan als kokkin en maakte zowel traditionele als zelfbedachte stamppotten.

#### Alice de Boer
Tussendoor is Anita met Gerard en Helen naar Engeland gegaan, en wat ze daar zag beviel haar totaal niet; Gerard, die Helen ten huwelijk heeft gevraagd is doodleuk vreemdgegaan met een zekere Alice de Boer. Deze affaire ging al snel ter ziele maar dat weerhoudt Alice er niet van om naar Meerdijk te komen om wraak te nemen; ze doet zich voor als vertegenwoordigster van een Engelse uitgeverij die belangstelling heeft in de boeken van Helen. Dit leidt ertoe dat Anita een zoektocht op touw zet die uitmondt bij een hotel aan de rand van de stad; Helen komt achter de waarheid als een doorgedraaide Alice haar met een schaar aanvalt en hier kapot van is. Gerard beseft dat hij het heeft verknald en na Alice in de val te hebben gelokt verhuist hij naar Engeland.

#### De Cactus en Huize Koossie
Nadat haar vader naar Engeland is verhuisd gaat Anita in Huize Koossie wonen. Op dat moment wonen Myriam, Peter, Mickey en Mark daar. Myriam vertrekt met haar geliefde naar Frankrijk en Peter vertrekt een half jaar later al liftend op zoek naar een beter leven. Nadat Peter vertrokken is besluiten Robert, Jef en Helen die geld in de Kelder hebben zitten de stekker uit het project te trekken. Wel koopt Robert Alberts De Cactus en stelt Anita aan als bedrijfsleider. Enkele weken later vertrekken meer bewoners uit Huize Koossie; Mark die naar Italië vertrekt, en Mickey die in dienst moet. Huize Koossie dreigt leeg te lopen, maar Stan Nijholt is voor Anita een welkome nieuwe bewoner. Enige tijd later keert Mickey terug uit het leger en voegt zich weer in het huis. Als Stan begin 1994 een forse som geld uitgekeerd krijgt van de maatschappij waarmee zijn ouders vlogen voordat ze kwamen te overlijden, koopt hij het huis voor Anita. Het geld wordt deels gebruikt voor Anita's nieuwe plannen.

#### Hotel Dendermonde
In 1994 verkoopt Anita Huize Koossie en Robert De Cactus; met ook nog een bedrag van AA&F hierbovenop opent Anita een jongerenhotel waar ze met haar vrienden werkt, Stan verhuist met Anita mee en geniet gratis kost en inwoning aangezien zijn geld er ook in zit. In 1995 ontmoet ze Rik de Jong (maar ook diens gewelddadige vader) met wie ze een relatie krijgt; een huwelijk staat gepland voor de zomer van 1996 maar als ze op de Grote Dag ontdekt dat Rik met haar naar Finland wil emigreren blaast ze de boel af. Toch komen Anita en Rik weer bij elkaar. In 1999 brandt Hotel Dendermonde af door toedoen van Rutger Bergman, met wie Anita kort daarvoor even een relatie had gehad.

#### Scala
Aangezien Anita geen geld meer heeft en Robert en Jef uit hun zaak zijn gewerkt, leent ze geld bij haar tante Nel de Wolf om het theater Scala te openen. Die tante eist als tegenprestatie dat haar dochter Cleo de Wolf – Anita's nicht dus – bij haar mag komen wonen. Dit leidt tot spanningen aangezien de twee nichten het absoluut niet goed met elkaar kunnen vinden.
In 2001 wordt Anita seropositief nadat ze in contact is gekomen met het bloed van aidspatiënte Nanda Verhoeven. Anita is eerst woedend op Nanda, maar besluit haar vervolgens in het stervensproces te begeleiden. Ze reist met Nanda af naar Azië. Daar krijgt ze even een visioen van Roos de Jager, haar beste vriendin die nog niet zo lang daarvoor is overleden.

#### Relatie met Rik
In 2003 vertrok ze met Rik naar Nieuw-Zeeland. Met Kerstmis 2004 keerden ze nog terug naar Meerdijk voor Laura's kerstfeest.

### 2006-2009

#### Terugkeer naar Meerdijk
In 2006 scheidden de twee en kwam Anita samen met hun dochter Rikki terug naar Meerdijk Niet veel later kwam Rik ook terug naar Meerdijk, en probeerde haar terug te winnen. Anita hield eerst de boot af, vanwege wat er in Nieuw-Zeeland tussen hen gebeurd was, maar langzaamaan kwamen haar gevoelens voor hem toch weer terug.

#### Huwelijk met Dennis
Op haar trouwdag met Dennis probeerde Rik haar daar nog van te weerhouden en ze gaf er bijna aan toe, maar uiteindelijk gaf ze toch Dennis haar jawoord.
Mettertijd is haar woede jegens Rik weggeëbd en heeft ze beseft dat ze hem terug wil. Ook heeft ze uiteindelijk aan Dennis verteld nog steeds van Rik te houden en de twee koersen nu af op een scheiding, al stribbelt Dennis heel erg tegen.
Inmiddels weet Rik zelf ook van haar gevoelens en het kostte hem, ondanks zijn eigen relatie, niet lang om deze te beantwoorden. De twee zijn nu weer samen en ze is net gescheiden van Dennis. Ze raakte na haar scheiding van Dennis nog kort in verwachting van Rik, maar dit was van korte duur vanwege het feit dat Dennis Rik en haar van het balkon van De Rozenboom afgooide en zij ten gevolge van de val haar ongeboren kind verloor.

#### Tweede huwelijk met Rik
Nadat Dennis definitief was geëmigreerd naar Japan, hertrouwde Anita op 21 oktober 2008 met Rik. Ze hadden vlak daarvóór samen al een nieuwe woning betrokken.
Op 29 januari 2009, na een series van flashbacks, komt Anita te overlijden als gevolg van nierfalen. Op 3 februari is ze in besloten kring gecremeerd.

### 2014

#### Eenmalige terugkomst
Anita is na haar dood nog één keer te zien. Wanneer Rik een hartaanval krijgt en in het ziekenhuis belandt, balanceert hij op het randje van de dood. In zijn gedachtes ziet hij zijn nieuwe vrouw Nuran Baydar, dochter Rikki en Anita. Hij ziet dat hij samen met Anita en Rikki is, terwijl Nuran toekijkt.

## Relaties
- Mickey Lammers (affaire, 1992)
- Remco Terhorst (relatie, 1994-1995)
- Rik de Jong (relatie/verloofd, 1996)
- Rik de Jong (relatie, 1997-1998)
- Mickey Lammers (relatie, 1998)
- Gijs Bentz van den Berg (relatie, 2001)
- Rik de Jong (relatie/huwelijk, 2001-2006)
- Mickey Lammers (relatie/verloofd, 2002-2003)
- Jack van Houten (relatie, 2006)
- Dennis Alberts (relatie/huwelijk, 2006-2008)
- Rik de Jong (relatie/huwelijk, 2008-2009)